# Zivildienst
Zivildienst (en alemán, literalmente "servicio civil", mejor interpretado como "servicio comunitario obligatorio y remunerado") es la rama civil de los sistemas de servicio de Alemania, Austria y Suiza. Es la forma de cumplir con su servicio nacional a quienes alegan objeción de conciencia al servicio militar, en los campos del trabajo social (en hospitales, casas de retiro, servicios médicos de emergencia), y a veces, de forma más rara, en el campo de la protección ambiental, agricultura y administración pública.
Desde 1992 existe además la posibilidad de hacer el servicio civil en el extranjero ("Auslandsdienst") durante 12 meses en un servicio alternativo. Esta posibilidad es factible a través de varias organizaciones no gubernamentales, como la Organización para el Servicio en el Extranjero (Servicio Austriaco en el Extranjero), etc.